# Stația de metrou Vörösmarty utca (Budapesta)
Vörösmarty utca este o stație de metrou situată pe magistrala M1 (Millennium) din Budapesta. Inaugurarea sa datează din 1896, când a devenit operațională linia M1. Stația este situată pe teritoriul districtului VI, la intersecția Bulevardului Andrássy cu strada omonimă, Vörösmarty utca, care a fost denumită după poetul maghiar Mihály Vörösmarty. Se află la o adâncime de aproximativ 3 metri sub nivelul solului.
Stația Vörösmarty utca a nu trebuie confundată cu stația Vörösmarty tér, care este de asemenea, situată pe linia M1.

## Timpi de parcurs
| Linia | Stația          | Timpul de parcurs |
| M1    | Vörösmarty tér  | 5 min             |
| M1    | Deák Ferenc tér | 4 min             |
| M1    | Mexikói út      | 6 min             |